# Plebejac
Plebejci su bili klasa građana s manjim pravima u starom Rimu, uglavnom seljačkog podrijetla. Kako su se razvijali zanati i trgovina, doseljavali su se i obrtnici i specijalizirani radnici. Posljedica je bila nastajanje cehova. Kako su cehovi rasli, kod slobodnih obrtnika, radnika i seljaka nastala je svijest o staleškom identitetu. Poticala ju je i još uvijek čvrsto poštovana zabrana braka između patricija i plebejaca. Težnja plebejskih obitelji koje su se obogatile - obitelji veleposjednika i trgovaca - da se uključe u politički život udružila se s nezadovoljstvom ekonomski slabijih; nastala je interesna skupina. (vidi:secessio plebis)
Takozvanom borbom staleža plebejci su postigli uvođenje službe pučkog tribuna, a postupno im se otvorio i pristup gotovo svim državnim službama. Na kraju ovog procesa (287. pr. Kr.) plebejci su postali ravnopravni patricijama: bili su punopravni građani, a zaključci narodne skupštine imali su zakonsku snagu za čitav narod. Ugledni plebejski rodovi pridružili su se starom patricijskom plemstvu.
Poslije borbi staleža u Rimu, plebejci ili plebs je naziv za ostale slobodne građane. Čak i kod ove skupine tradicija i vezanost uz moral predaka nadjačavali su težnju za promjenom društvenog i socijalnog položaja. Kako im je nedostajalo političkog iskustva i zrelosti, prepuštali su političko vodstvo članovima starih rodova. Slijedili su onog plemića koji je obećavao da će štititi interese malih ljudi.
Nakon punskih ratova zaoštrile su se društvene suprotnosti; mase seljaka koji su ostali bez posjeda doselile su u Rim. To je izazvalo socijalne, ekonomske i političke probleme koje republika nije bila u stanju riješiti.
Besplatna podjela žita za stotine tisuća nezaposlenih i povremenih radnika, mjera uvedena koncem republike, jest simptom nezavidnog ekonomskog položaja osiromašenih masa u velegradu. I u carsko doba procjenjuje se broj primalaca žita na 200 000 do 250 000 osoba, ali vladari su velikim građevinskim projektima plebsu osiguravali rad i zaradu.